# Tonja
Tonja je žensko osebno ime.

## Izvor imena
Ime Tonja izhaja iz imen Antonija oziroma Tončka.

## Pogostost imena
Po podatkih Statističnega urada Republike Slovenije je bilo na dan 31. decembra 2007 v Sloveniji 97 oseb z imenom Tonja.

## Osebni praznik
Osebe z imenom Tonja praznujejo god skupaj z Antonijami in njenimi različicami, odnosno z Antoni, to je 17. januarja (Anton Puščavnik) ali 13. junij (Anton Padovanski).